# بارن إيتس
بارن إيتس هي قرية في منطقة بورو هاروغيت بشمال يوركشاير، إنجلترا.

## تواصل اجتماعي
اشتق اسم القرية من «بوابات محترقة»، بناءً على اعتقاد بأن البوابات المجاورة قد احترقت. تعد البلدة جزءًا من أبرشية كلينت كوم هاملتس في التقسيم الريفي في بورو هاروغيت. القرية تبعد 1 ميل شمال نهر نيد ونحو 10 ميل شرق منتزه يوركشاير ديلز الوطني، وتحتوي على ما يقرب من خمسين منزلاً.
يوجد بالقرية مدرسة بيرن ييتس سي الابتدائية والتي صنفها مكتب التقيم العلمي أوفستيد على أنها «رائعة» في 2006 - 2007، و«جيدة» في 2011. يحضر المدرسة 42 طالبا. كان مطلوبًا من المدرسة أن تصبح أكاديمية بعد تصنيف «غير ملائم» في عام 2016، وفي عام 2018، تم إغلاقها نظرًا لتضاؤل أعداد الطلاب. ومع ذلك في عام 2019 أعيد فتح مباني المدرسة كمدرسة بيشوب ثورنتون لكنيسة إنجلترا الابتدائية، حيث كانت تلك المدرسة بحاجة إلى مباني أكبر.

### المواصلات
يوجد طريق رئيسي للبلدة وهو طريق الطريق الرئيسي من مدينة كناريسبره إلى مدينة كلاسس هوس، شمال يوركشاير. تمر خدمة الحافلات بين جسر باتلي وريبون عبر القرية.
المسافة إلى المدن الرئيسية في المملكة المتحدة
| موقعك    | المسافة من بيرنت ياتس (أميال) |
| -------- | ----------------------------- |
| برمنغهام | 100                           |
| ادنبره   | 150                           |
| غلاسكو   | 170                           |
| ليدز     | 20                            |
| ليفربول  | 70                            |
| لندن     | 219                           |
| مانشستر  | 45                            |

## روابط خارجية
- موقع مدرسة Burnt Yates الابتدائية
- «مرحبا بكم في المتسكعون يوركشاير!»